# Játszma
A játszma az Eric Berne amerikai pszichiáter, pszichológus, pszichoanalitikus által megalkotott tranzakcióanalízis (TA) kulcsfogalma. A kifejezés Berne Emberi játszmák c. könyve nyomán került be mind a szakmai köztudatba, mind a köznapi szóhasználatba. E könyv értelmezése szerint a játszma kiegészítő, rejtett tranzakciók sorozata, amely előre látható kimenetel felé halad. (E definíció alkotóelemeinek jelentését lásd alább.) A klinikai tapasztalatok fényében a játszmák elmélete fokozatosan bontakozott ki, és a játszma definíciója új elemekkel gazdagodott. A tranzakcióanalízis mai terminológiája szerint játszmának azt és csak azt nevezzük, ami leírható az alább bemutatott képlettel.

## A definíció értelmezése
A játszma kiegészítő, rejtett tranzakciók sorozata, amely pontosan meghatározott, előre látható kimenetel felé halad.

### Tranzakció
A tranzakció a társas érintkezés egysége. Egy tranzakció két lépésből: egy ingerből, illetve egy erre adott válaszként álló sztrókból áll.

#### Sztrók
Ha az ember nem kap elegendő simogatást, mondja Berne, kiszárad a gerincagya. A társas érintkezés abból áll, hogy az emberek „simogatásokat” adnak egymásnak. E szó az angol ’stroke’ fordítása az Emberi játszmákban. Berne olyan értelemben használja, mint bármilyen megnyilvánulását annak, hogy az egyik ember tudomásul veszi a másik jelenlétét. Mivel a „simogatás” szó a magyar nyelvben kifejezetten pozitív töltetű, a TA hazai terminológiájában általánossá vált a sztrók kifejezés használata. Sztrók lehet ebben az értelemben bármi, amivel az egyik ember odafordul a másik felé: egy odavetett „Helló!”, egy papírból olvasott tízperces üdvözlő beszéd, egy válaszként mondott „Balra a második utca”, egy biztató mosoly, vagy éppen egy irdatlan pofon.
A sztrók lehet pozitív vagy negatív, feltétel nélküli vagy feltételes.
- Pozitív sztrók: a befogadóban kellemes érzést vált ki, jobban érzi magát tőle.
- Negatív sztrók: a befogadó számára kellemetlen, rosszabbul érzi magát tőle.
- Feltétel nélküli sztrók: a befogadó személyére, lényének egészére irányul, konkrét megnyilvánulásától függetlenül.
- Feltételhez kötött sztrók: a befogadó valamely tulajdonságára vagy konkrét megnyilvánulására reagál.

Példák:
|                  | Pozitív (+)         | Negatív (–)                                      |
| Feltétel nélküli | Örülök, hogy élsz.  | Veled is mindig csak a gond van!                 |
| Feltételes       | Klassz az új cipőd. | Elfogult és felszínes az új Wikipédia-szócikked. |

Az ember számára a legértékesebb, ha feltétel nélküli pozitív sztrókot kap. Első megközelítésben azt gondolhatnánk, hogy a legrosszabb a feltétel nélküli negatív sztrók. Azonban az ún. ingeréhség miatt az emberek ezt még mindig többre értékelik, mint ha semmilyen sztrókot nem kapnak. Megfelelő mennyiségű sztrók hiányában az ember pszichológiai értelemben életképtelenné válik. Így értelmezendő Berne metaforája a gerincagy kiszáradásáról.

### Kiegészítő tranzakció

#### Az énállapotok

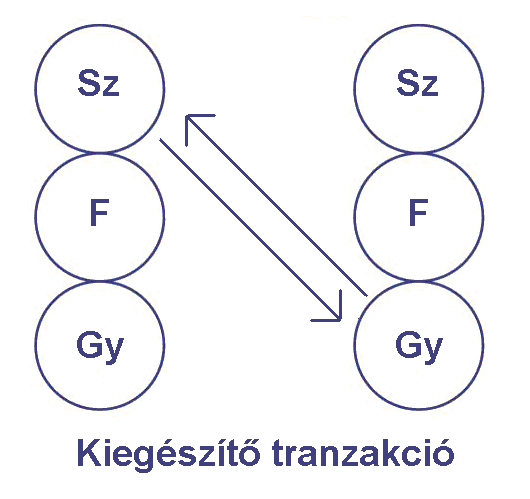
Kiegészítő tranzakció

A TA legalapvetőbb tétele, hogy minden emberben több ún. énállapot lakozik. A TA megkülönbözteti az énállapotok strukturális és funkcionális elemzését. A játszmák megértéséhez azonban elég a három fő énállapot ismerete. Ezek elnevezése a következő: Szülői, Felnőtt és Gyermeki. (A szakirodalomban a nagy kezdőbetű használatával különböztetik meg az énállapotot a tényleges személytől: a „Felnőtt” szó a személy egy énállapotára utal, a „felnőtt” pedig a köznapi értelemben vett nagykorú emberre.
A három énállapot párhuzamba állítható Sigmund Freud személyiségelméletével:
- Szülői – felettes én
- Felnőtt – én
- Gyermeki – id

A döntő különbség a pszichoanalízis és a tranzakcióanalízis személyiségelmélete között az, hogy utóbbiban az énállapotok az egyén személyes élettörténetének konkrét eseményeit őrzik. A Szülői tehát nem „általában véve” a tekintély allegóriája, hanem az egyén tényleges szüleinek (és/vagy szülőpótlékainak) konkrét szituációban mondott vagy tett konkrét megnyilvánulásainak gyűjteménye.

##### A Szülői
A szülők alapvetően két dolgot tesznek gyermekükkel: egyrészt gondoskodnak róla, másrészt – ezzel párhuzamosan – kereteket szabnak neki. E két tevékenység olykor nem egykönnyen különböztethető meg egymástól. A Szülői parancsok, tiltások, engedélyek, minták, programok, „átkok” gyűjteménye. Kezdve onnan, hogy „Evés előtt mindig moss kezet!”, folytatva azzal, hogy „Látod, így kell lágytojást főzni”, odáig, hogy „Úgy fogod végezni, mint az a részeges apád!”.

##### A Felnőtt
A Felnőtt egy hatékony információfeldolgozó gép, amely az itt-és-most-ra reagálva, hozza meg az optimális döntést: „Fél óra az út odáig, valószínűleg kb. nyolc percet kell várni a buszra, úgyhogy negyed előtt pár perccel elindulok.” Ebben a döntésben nincs helye semmilyen érzelemnek, semmilyen irracionalitásnak. A Felnőtt a kiszámítható világ történéseire kiszámítható válaszokat ad.

##### A Gyermeki
A gyermek több mindent csinál. Egyfelől szabadon, önfeledten élvezi az életet. A TA értelmezésében mindaz, ami az ember életében gondtalan élvezetként jelentkezik, az a Gyermeki megnyilvánulása. Ugyanakkor a kisgyerek – a maga egyszerű valóságmodelljében – pontosan tisztában van vele, hogy léte akkor van biztonságban, ha alkalmazkodik anyja és apja elvárásaihoz. Emellett azonban – fokozatosan felmérve és megerősítve saját énhatárait – szembe is szegül a valóság alkotta akadályoknak. Ezért különböztetjük meg a Gyermeki három funkcióját: a Szabad, az Alkalmazkodó és a Lázadó Gyermekit.

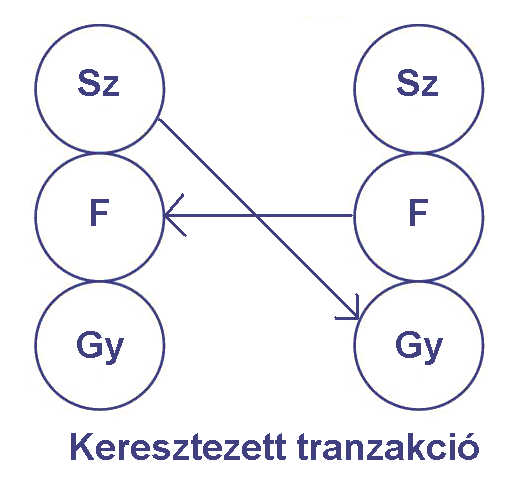
Keresztezett tranzakció

Az egyén mindig valamely énállapotában van, s ez akár pillanatonként is változhat. A sztrók mindig egy bizonyos énállapotból indul, és a másik valamely énállapotát szólítja meg. Kiegészítő tranzakcióról akkor beszélünk, ha a válaszként adott sztrók megfelel az ingerként adott sztróknak. Például:
- Jancsi: Mennyi az idő? (F→F)
- Juliska: Háromnegyed múlt négy perccel. (F→F)

Vagy:
- Lujza: Jaj, segíts már! Megint nem működik ez a vacak! (Gy→Sz)
- Jenő: Mondtam már ezerszer, hogy ne arra csavard! (Sz→Gy)

A kommunikáció TA-ban megfogalmazott első törvénye szerint amíg a tranzakciók kiegészítőek, addig a kommunikáció a végtelenségig folytatódik. Ha azonban a válaszként adott sztrók nem a megszólított énállapotból indul és nem a megszólító énállapotot célozza, akkor előáll a keresztezett tranzakció esete, amikor is – a kommunikáció második törvénye értelmében – a kommunikáció megszakad, és mindaddig nem áll helyre, amíg a felek (vagy a felek valamelyike) nem vált énállapotot. Például:
- Beosztott: Főnök, szükségem lenne még egy fél napra a projekthez. (F→F)
- Főnök: Magára soha nem lehet számítani. (Sz→Gy)

Vagy:
- Jóska: Nagyon félek a holnapi vizsgától… (Gy→Sz)
- Pista: Alaptalan a félelmed, hiszen minden tételt megtanultál. (F→F)
- Jóska: Aha…

Magyarázat: Jóska Gyermeki énállapota Pista Gondoskodó Szülőijét próbálta megszólítani: vigasztalásra, megerősítésre, törődésre vágyott. Pista ehelyett a maga Felnőttjéből válaszolt, és tényekkel szembesítette Jóskát. Mivel azonban Jóskának az adott szituációban semmi szüksége nem volt e tényekre (alkalmasint maga is tisztában volt velük), Pista válaszával semmit nem tudott kezdeni: magára maradt Gyermekijének félelmével: a kommunikáció megszakadt.

### Rejtett tranzakció

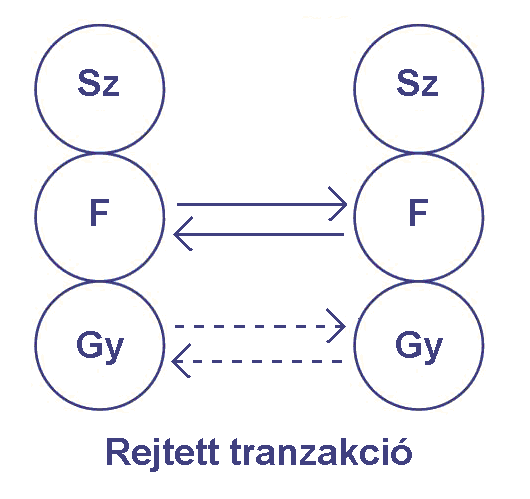
Rejtett tranzakció

A tranzakciónak mindig van egy nyílt, társadalmi, ill. egy rejtett, pszichológiai szintje. Az ábrán a nyílt tranzakciót folyamatos, a rejtett tranzakciót szaggatott vonal jelöli. Ez a konstelláció történetesen egy ún. duplafenekű tranzakció, amelynek klasszikus példája a csábítás:
- Fiú: Ha feljössz, átnézhetjük együtt a jegyzeteket. (F→F) = Szeretnék veled lefeküdni. (Gy→Gy)
- Lány: Az nagyon jó lenne, nem értek egy-két tételt. (F→F) = Alig várom. (Gy→Gy)

### Előre látható kimenetel
Az előre látható kimenetel azt jelenti, hogy noha a szereplők és a helyzetek változhatnak, a tranzakciók adott forgatókönyvet követnek, amelynek végén a játékosok besöprik a maguk nyereségét. A nyereség többnyire az én- és/vagy világkép megerősítése. A TA-ban a játékosokat hagyományosan Fehérnek (nő esetében Fehérnének) és Feketének (Feketénének) nevezzük; miként a sakkban, a kezdőlépés itt is Fehéré.
Eric Berne az Emberi játszmákban beszámol arról, hogy az első játszma, amelyet sikeresen beazonosítottak, az „És miért nem…? – Hát igen, de…” volt. Ennek egy lehetséges forgatókönyve a következő:
- Fehér (kiveti a horgot): Nagy gondok vannak a munkahelyemen.
- Fekete (belemegy a csőbe): Na mesélj!
- Fehér (mesél, majd felsóhajt): Hát, most mi a fenét csináljak?!
- Fekete: Beszélhetnél esetleg négyszemközt a főnököddel.
- Fehér: Az a baj, hogy… (tetszőleges kifogás)
- Fekete: És miért nem váltasz munkahelyet?
- Fehér: Hát igen, az jó lenne, de… (tetszőleges kifogás)
- Fekete (némileg csüggedten): És miért nem próbálod meg azt, hogy… (tetszőleges ötlet)
- Fehér: Hát igen, de… (tetszőleges kifogás)
- Fekete (tehetetlenül elhallgat)
- Fehér (ő is hallgat egy kicsit, majd besöpri a nyereséget): Mindegy, hagyjuk… Gondoltam, hogy nem fogsz tudni segíteni…

Amitől ez a párbeszéd játszma, az a következő:
1. Fehérnek nem segítségre volt szüksége, hanem arra, hogy megerősíthesse a világképét: „Rajtam nem lehet segíteni.”
2. Fehér (tudattalanul) az első pillanattól tisztában volt azzal, hogy Fekete nem fog tudni segíteni.
3. Fekete (tudattalanul) az első pillanattól tisztában volt azzal, hogy Fehér egyetlen ötletét sem fogja elfogadni.
4. Ennek ellenére a végén mindketten „rettenetesen meglepődnek”, hogy a dolgok így alakultak.
5. Ennek ellenére a végén Fekete zavarban van, rosszul érzi, esetleg szégyelli magát. Ezek az érzések az ő nyereségei: ezért ment bele a játszmába.

## A játszmák képlete
Az Emberi játszmák fentebb bemutatott gondolatmenetének kialakulása után a játszmaelmélet tovább fejlődött. Eric Berne a Sorskönyv c. munkájában a játszma definícióját a fentiekkel nem ellentétesen, ám azt jelentősen kiegészítendő, az alábbi képlettel adja meg:
H + GyP → V + Á + Sz + Ny
E képletben a betűjelek a következő fogalmakat jelölik:
- H = Horog
- GyP = Gyenge Pont
- V = Válasz
- Á = Átváltás
- Sz = Szembesülés
- Ny = Nyereség

(A nagy kezdőbetűk használata itt is, mint általában a TA-irodalomban, a köznapi szavak szakkifejezés jellegére utal.)

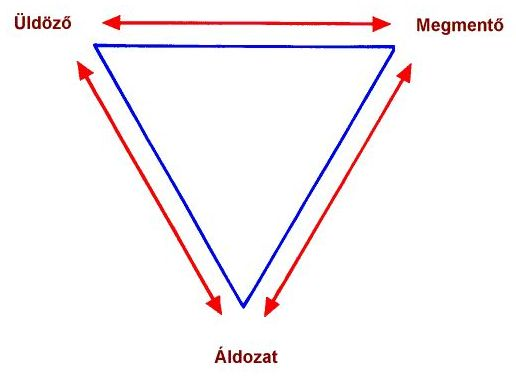
A drámaháromszög

A képlet szerint minden játszma azzal indul, hogy Fehér kiveti a Horgot. Profi játékosok egyszerre több csalival is játszhatnak, várva, hogy valaki valamelyikre majd csak ráharap. Játszma akkor és csak akkor jön létre, ha Fekete személyiségben létezik olyan Gyenge Pont, amelybe a Horog beakadhat. A bemutatott „És miért nem…? – Hát igen, de…” játszma azért vált lehetségessé, mert Feketének volt egy alkalmas Gyenge Pontja, nevezetesen, hogy majd ő segíteni fog Fehéren. Így aztán Fekete Választ ad Fehér sztrókjára, vagyis ráharap a Horogra. Ezt követi a következő lépés, amely Fehér szemszögéből Átváltás, Feketééből Szembesülés. Ennek jobb megértéséhez célszerű megismerkedni Stephen Karpman drámaháromszög nevű modelljéel.
A drámaháromszög csúcsainál az Üldöző, Megmentő és Áldozat szavak arra a három szerepre utalnak, amelyekkel a társas érintkezés drámáinak jelentős része leírható. A kifejezések az emberi tevékenység bármely szintjét jelölhetik. A TA terminológiájában Üldöző nemcsak az, aki baseball-ütővel veri be áldozata fejét, de az is, aki alkoholista férjével veszekszik, hogy miért iszik annyit. Megmentő lehet az is, aki szó szerint kihúzza a fuldoklót a vízből, de az is, aki vitás helyzetben odalép, hogy pártját fogja a „gyengébbnek”. Áldozat az is, akit ténylegesen kivégeznek, de az is, aki elől „véletlenül” mindig elhappolják a helyet a villamoson.
Ezek a pozíciók azonban nem fixek, nem a személyiség integráns részei, hanem, mint mondtuk: szerepek. Szerepek, amelyeket fel lehet venni és le lehet tenni, egyszer vagy többször, ritkán vagy gyakran. A háromszög mentén a nyilak azon folyamat lehetőségét jelölik, hogy a játékosok bármelyik pozícióból átválthatnak bármelyik másik pozícióba. Ez az Átváltás szerepel a játszmaképletben: ettől játszma a játszma. Az „És miért nem…? – Hát igen, de…” játszmában Fehér Áldozatként kezd, és előadja, hogy milyen nehéz helyzetben van. Fekete készségesen magára veszi a Megmentő szerepét, amelyben – a játszma előírásai szerint – kudarcot vall. Ekkor Fehér átvált Üldözőbe: ha csak egy elhaló sóhajjal is, de Fekete tudomására hozza, hogy amit Fekete tett, az „nem OK” (és ebből adódóan persze maga Fekete sem). Fekete pedig, Berne szavaival élve, áll, mint szamár a hegyen (Szembesülés), és az egészből nem ért semmit: ő, aki csupa jó szívvel akart Megmentő lenni, most hirtelen az Áldozat szerepében találja magát.
Az egész folyamatot az zárja le, hogy mindketten elkönyvelik a maguk Nyereségét: Fehér megerősítette a saját én- és világképépt („rajtam nem lehet segíteni”), Fekete is a magáét („milyen hálátlanok az emberek… még szerencse, hogy legalább én ilyen jó vagyok”). A játszma ezzel véget ért, és egy félév (vagy három másodperc) múlva lehet újat kezdeni.

## Külső hivatkozások
- Tranzakcióanalízis.lap.hu
- Lord Soth blogja
- Összefoglaló a tranzakcióanalízisről Archiválva 2010. november 26-i dátummal a Wayback Machine-ben Birtalan Balázs honlapján
- Sorskönyv nélkül blog